# East Hawkesbury
East Hawkesbury (offiziell Township of East Hawkesbury) ist eine Flächengemeinde im Osten der kanadischen Provinz Ontario. Sie liegt im Prescott and Russell United Counties und ist ein Township mit dem Status einer Lower Tier (untergeordneten Gemeinde). Die Gemeindeverwaltung hat ihren Sitz im Ortsteil Saint-Eugène.
Im Nordosten der Gemeinde liegt der Voyageur Provincial Park, der östlichste der Provincial Parks in Ontario. Das östlich des Parks gelegene Macdonell-Williamson House wurde zwischen 1817 und 1819 als Alterssitz für John Macdonell, einem Partner der North West Company, errichtet und gilt heute als von historischen Wert. Es wurde am 8. Mai 1969 zur National Historic Site of Canada erklärt.

## Lage
Die Gemeinde liegt am Ottawa River und ist die östlichste der Gemeinden in Ontario. Sie grenzt unmittelbar an die benachbarte Provinz Québec. Die Siedlungsschwerpunkte der Gemeinde sind Chute-à-Blondeau, Sainte-Anne-de-Prescott und Saint-Eugène. East Hawkesbury wird im südlichen Teil vom Rivière Rigaud durchflossen und liegt etwa 90 Kilometer Luftlinie östlich von Ottawa bzw. etwa 75 Kilometer Luftlinie westlich von Montréal.

## Bevölkerung
Der Zensus im Jahr 2016 ergab für die Gemeinde eine Bevölkerungszahl von 3296 Einwohnern, nachdem der Zensus im Jahr 2011 für die Gemeinde noch eine Bevölkerungszahl von 3335 Einwohnern ergeben hatte. Die Bevölkerung hat damit im Vergleich zum letzten Zensus im Jahr 2011 entgegen dem Trend in der Provinz um 1,2 % abgenommen, während der Provinzdurchschnitt bei einer Bevölkerungszunahme von 4,6 % lag. Bereits im Zensuszeitraum von 2006 bis 2011 hatte die Einwohnerzahl in der Gemeinde entgegen dem Trend um 1,0 % abgenommen, während sie im Provinzdurchschnitt um 5,7 % zunahm.

### Sprache
In der Gemeinde lebt eine relevante Anzahl von Franko-Ontariern. Bei offiziellen Befragungen gaben etwa 60 % der Einwohner an französisch als Muttersprache oder Umgangssprache zu verwenden. Auf Grund der Anzahl der französischsprachigen Einwohner gilt in der Gemeinde der „French Language Services Act“. Obwohl Ontario offiziell nicht zweisprachig ist, sind nach diesem Sprachgesetz die Provinzbehörden verpflichtet, ihre Dienstleistungen in bestimmten Gebieten auch in französischer Sprache anzubieten. Die Gemeinde selber gehört auch der Association française des municipalités d’Ontario (AFMO) an und fördert die französische Sprachnutzung ebenfalls auf Gemeindeebene.